# NR-43 (Kampfmesser)
Das NR-43-Kampfmesser (russisch нож разведчика образца 1943 года, НР-43 Aufklärungsmesser Modell 1943) ist ein Kampfmesser der Roten Armee. Heutzutage wird es von den russischen Streitkräften verwendet. Der Spitzname Kirsche (russisch Вишня) rührt von der Herstellermarke auf der Klinge, einem kyrillischen „R“ („Р“), das im Schriftsatz des Herstellers einer Kirsche am Stiel ähnelt.

## Geschichte und Konzeption
Das NR-43 löste bei der Roten Armee das NR-40 als Kampfmesser ab. Das NR-43 sollte alle Nachteile des NR-40 beseitigen. Es erhielt einen Kunststoffgriff, da bei dem NR-40 die Holzgriffe häufig splitterten und sich in der Praxis nicht bewährten. Das Messer wurde von verschiedenen Betrieben hergestellt, u. a. vom Slatouster Werkzeugbau-Kombinat Nr. 259 „Wladimir Iljitsch Lenin“ (SiK) (Златоустовского инструментально завод-комбинат № 259 им. В. И. Ленина (ЗиК)) und dem Slatouster Werkzeug- und Metallurgiewerk Nr. 391 (Златоустовского инструментально-металлургического завод № 391). Das Messer ähnelt in vielen Details seinem Vorgänger, so wurde die Klingenform weitestgehend unverändert gelassen. Noch heute ist das Messer bei vielen Einheiten der russischen Armee im Gebrauch.